# Cantone di Pont-de-Veyle
Il Cantone di Pont-de-Veyle era una divisione amministrativa dell'arrondissement di Bourg-en-Bresse con capoluogo Pont-de-Veyle.
A seguito della riforma approvata con decreto del 13 febbraio 2014, che ha avuto attuazione dopo le elezioni dipartimentali del 2015, è stato soppresso.

## Composizione
Comprendeva 12 comuni:
- Bey
- Cormoranche-sur-Saône
- Crottet
- Cruzilles-lès-Mépillat
- Grièges
- Laiz
- Perrex
- Pont-de-Veyle
- Saint-André-d'Huiriat
- Saint-Cyr-sur-Menthon
- Saint-Genis-sur-Menthon
- Saint-Jean-sur-Veyle